# Craterul Wells Creek

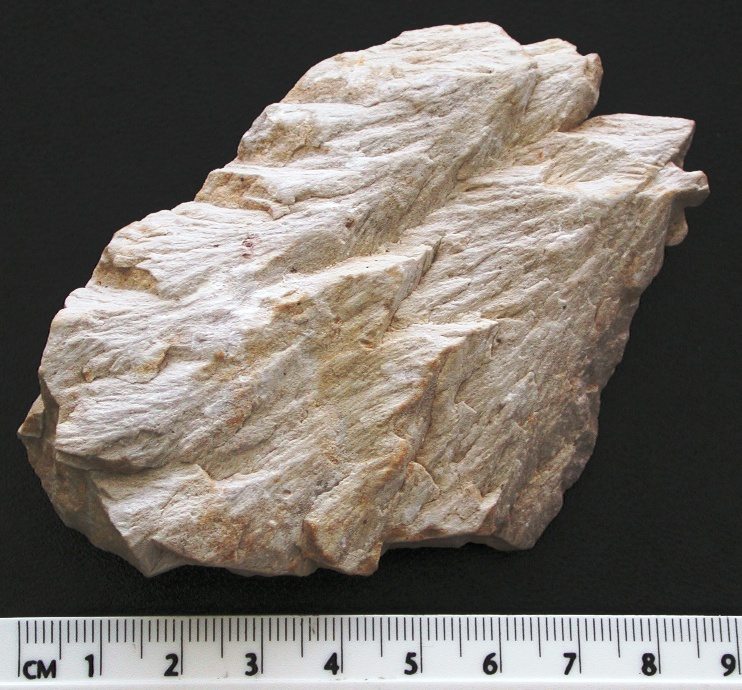
Conuri distruse în dolomitul găsit la Wells Creek

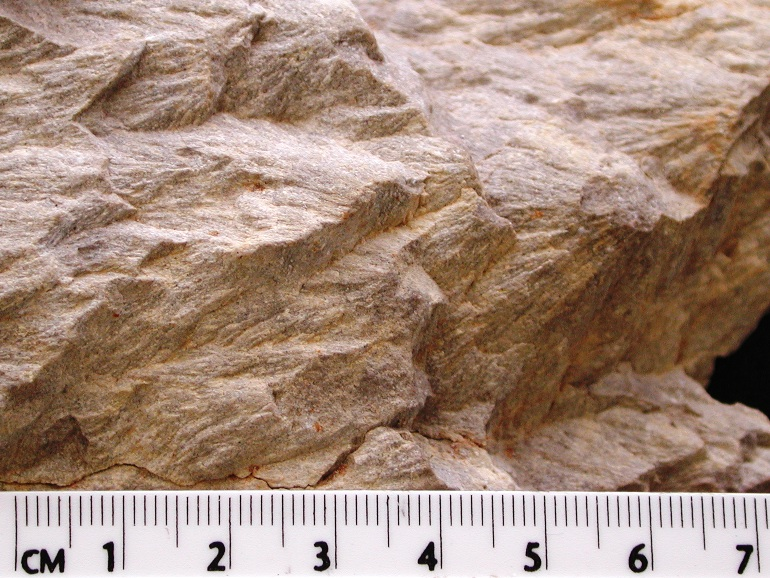
Imagine din apropiere a conurilor distruse în dolomitul găsit la Wells Creek

Wells Creek este un crater de impact meteoritic în Tennessee, Statele Unite ale Americii.

## Date generale
Are 12 km în diametru și are vârsta estimată la 200 ± 100 milioane ani (Jurasic). Craterul este expus la suprafață.